# 1287년

## 연호
- 원(元) 지원(至元) 24년
- 일본(日本) 고안(弘安) 10년
- 쩐 왕조(陳朝) 쭝흥(重興) 3년

## 기년
- 원(元) 세조(世祖) 28년
- 고려(高麗) 충렬왕(忠烈王) 13년
- 쩐 왕조(陳朝) 인종(仁宗) 9년

## 사건
- 이승휴의 《제왕운기》가 완성되다.

## 탄생
- 12월 24일 - 고려의 문신 이제현(李齊賢)

## 사망
4월 3일 - 교황 호노리오 4세